# 南伊勢町
南伊勢町（みなみいせちょう）は、三重県度会郡にある町。南勢地域（伊勢志摩）に含まれる。

## 地理
市町村合併前の旧自治体により、旧南勢町の南勢地区（五ヶ所地区、穂原地区、南海地区、宿田曽地区、神原地区）と旧南島町の南島地区（島津地区、吉津地区、鵜倉地区、中島地区）に分けられる。また、町域には38の集落があり、これらは漁村である浦方（うらかた）、農林村である竈方（かまかた）、農村である地方（ぢかた）の3つに区分されることもある。

### 地形
リアス式海岸の五ヶ所湾に面している。沿岸部は伊勢志摩国立公園に含まれる。
- 湾：五ヶ所湾、贄湾、神前湾、古和浦湾
- 岬：田曽岬
- 島：葛島、逢原島、杉島、七日島、コシナ島、獅子島、御所島、茶臼島、大島、村島、丸島、筆島、南島、見江島、弁天島
- 池：座佐池、薄月池、かさらぎ池、大池
- 山：田曽浅間山（163 m）、宿浅間山（182 m）、桜山（213 m）、大広山（294 m）、馬山（199 m）、切原浅間山（230 m）、京路山（414 m）、五ヶ所浅間山（178 m）、八祢宜山（422 m）、龍仙山（402 m）、牛首山（550 m）、温坊（473 m）、鶴路山（292 m）、相賀浅間山（169 m）、局ヶ頂（311 m）、諾矩羅山（307 m）、道方山（661 m）、高山（497 m）、天神山（29 1m）、国見岩（734 m）、大河内山（546 m）、有地山（556 m）、姫越山（503 m）
- 川：神津佐川、泉川、五ヶ所川、伊勢路川、押淵川、大江川、道方川、東宮川、河内川、伊勢地川、村山川、小方川、古和川、棚橋川、新桑川

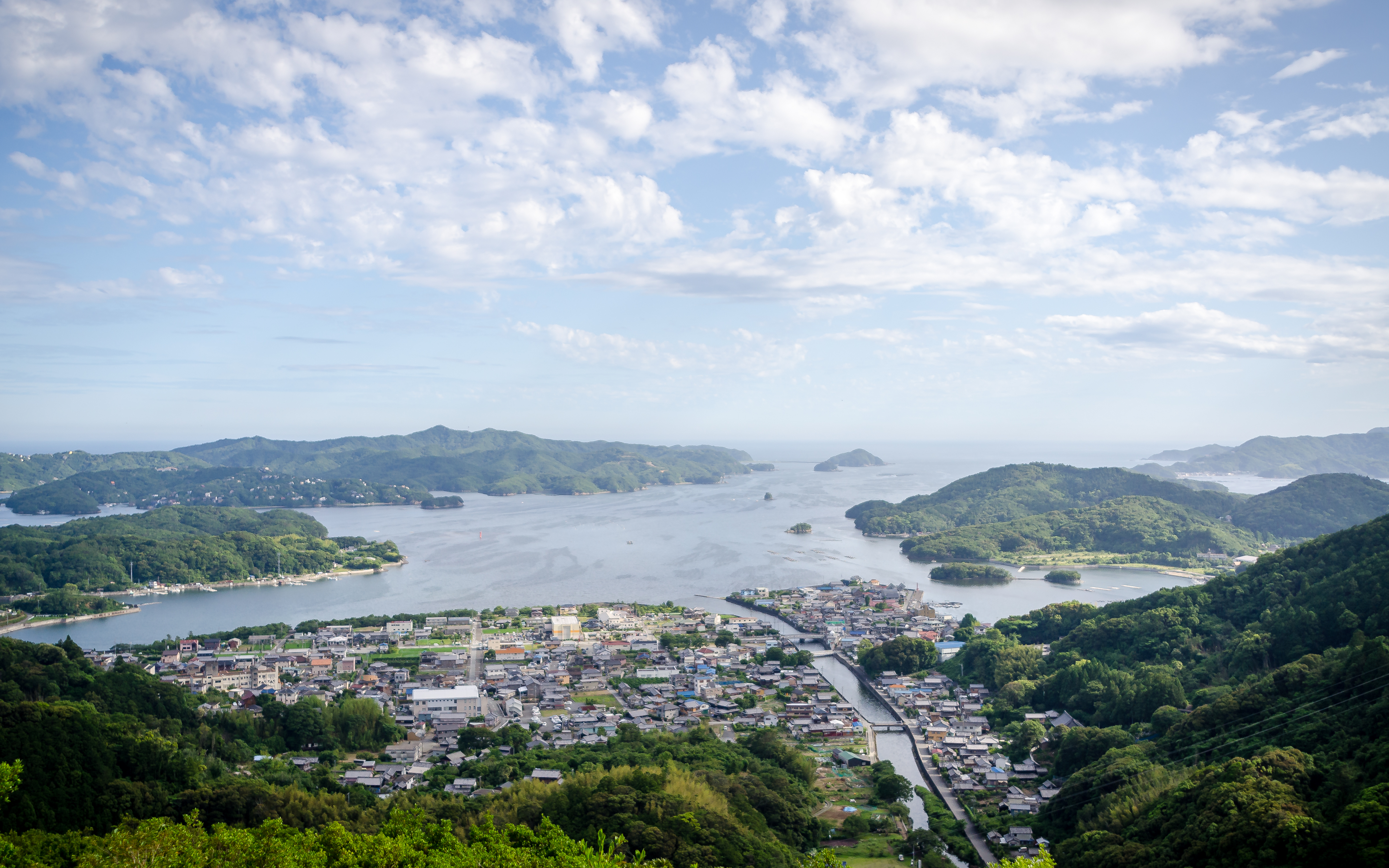
五ヶ所湾と五ヶ所浦
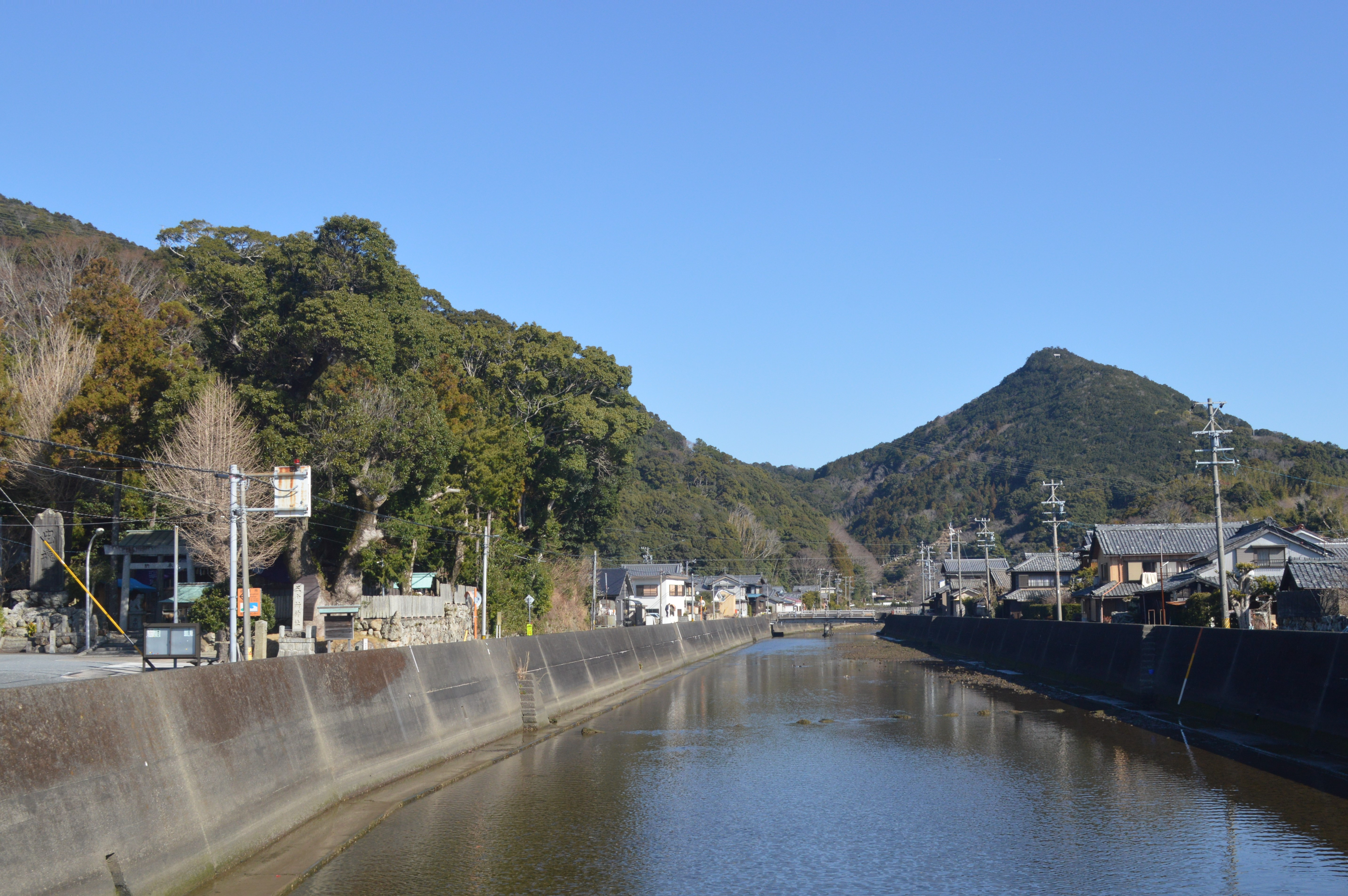
五ヶ所川と五ヶ所浅間山
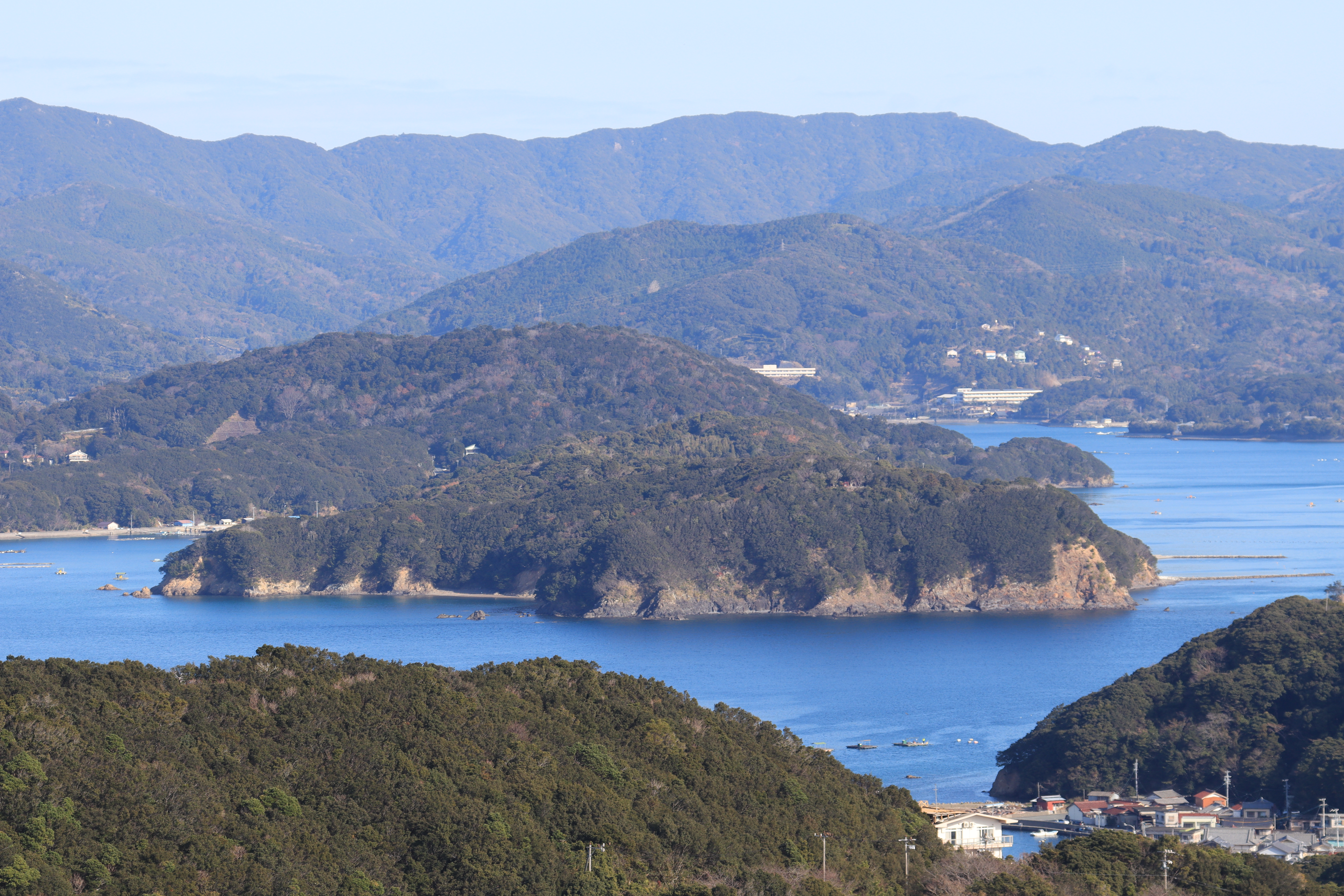
五ヶ所湾と京路山（中央奥）
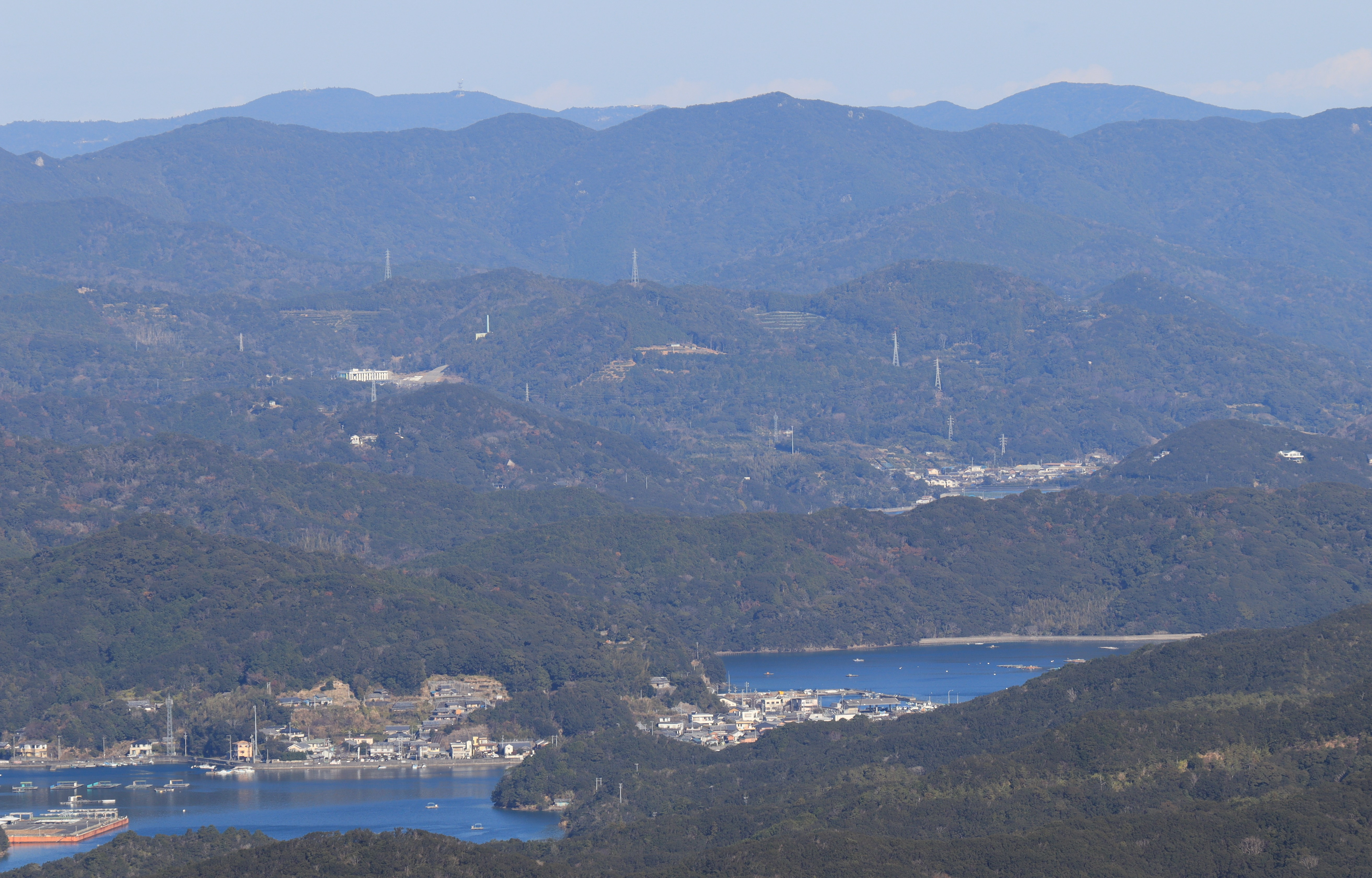
五ヶ所湾と八祢宜山（中央奥）

### 隣接している自治体
- 伊勢市
- 志摩市
- 度会郡度会町、大紀町

### 気候
| 南伊勢（1991 - 2020）の気候 | 南伊勢（1991 - 2020）の気候 | 南伊勢（1991 - 2020）の気候 | 南伊勢（1991 - 2020）の気候 | 南伊勢（1991 - 2020）の気候 | 南伊勢（1991 - 2020）の気候 | 南伊勢（1991 - 2020）の気候 | 南伊勢（1991 - 2020）の気候 | 南伊勢（1991 - 2020）の気候 | 南伊勢（1991 - 2020）の気候 | 南伊勢（1991 - 2020）の気候 | 南伊勢（1991 - 2020）の気候 | 南伊勢（1991 - 2020）の気候 | 南伊勢（1991 - 2020）の気候 |
| 月                          | 1月                         | 2月                         | 3月                         | 4月                         | 5月                         | 6月                         | 7月                         | 8月                         | 9月                         | 10月                        | 11月                        | 12月                        | 年                          |
| --------------------------- | --------------------------- | --------------------------- | --------------------------- | --------------------------- | --------------------------- | --------------------------- | --------------------------- | --------------------------- | --------------------------- | --------------------------- | --------------------------- | --------------------------- | --------------------------- |
| 最高気温記録 °C （°F）      | 19.3 (66.7)                 | 21.2 (70.2)                 | 24.9 (76.8)                 | 27.4 (81.3)                 | 30.9 (87.6)                 | 34.8 (94.6)                 | 38.4 (101.1)                | 38.2 (100.8)                | 35.3 (95.5)                 | 31.8 (89.2)                 | 25.3 (77.5)                 | 24.4 (75.9)                 | 38.4 (101.1)                |
| 平均最高気温 °C （°F）      | 10.2 (50.4)                 | 11.1 (52)                   | 14.3 (57.7)                 | 19.1 (66.4)                 | 23.0 (73.4)                 | 25.7 (78.3)                 | 29.4 (84.9)                 | 30.8 (87.4)                 | 27.9 (82.2)                 | 23.0 (73.4)                 | 17.8 (64)                   | 12.8 (55)                   | 20.4 (68.7)                 |
| 日平均気温 °C （°F）        | 5.9 (42.6)                  | 6.4 (43.5)                  | 9.4 (48.9)                  | 14.0 (57.2)                 | 18.2 (64.8)                 | 21.6 (70.9)                 | 25.5 (77.9)                 | 26.7 (80.1)                 | 23.7 (74.7)                 | 18.6 (65.5)                 | 13.2 (55.8)                 | 8.2 (46.8)                  | 15.9 (60.6)                 |
| 平均最低気温 °C （°F）      | 1.6 (34.9)                  | 1.8 (35.2)                  | 4.5 (40.1)                  | 8.9 (48)                    | 13.5 (56.3)                 | 18.0 (64.4)                 | 22.3 (72.1)                 | 23.3 (73.9)                 | 20.3 (68.5)                 | 14.8 (58.6)                 | 8.7 (47.7)                  | 3.5 (38.3)                  | 11.8 (53.2)                 |
| 最低気温記録 °C （°F）      | −5.8 (21.6)                 | −4.9 (23.2)                 | −3.8 (25.2)                 | −1.2 (29.8)                 | 4.6 (40.3)                  | 10.3 (50.5)                 | 14.9 (58.8)                 | 15.5 (59.9)                 | 11.6 (52.9)                 | 5.3 (41.5)                  | −0.3 (31.5)                 | −3.5 (25.7)                 | −5.8 (21.6)                 |
| 降水量 mm （inch）          | 76.7 (3.02)                 | 86.7 (3.413)                | 160.7 (6.327)               | 193.3 (7.61)                | 222.9 (8.776)               | 256.6 (10.102)              | 228.7 (9.004)               | 185.8 (7.315)               | 379.1 (14.925)              | 286.0 (11.26)               | 121.8 (4.795)               | 75.2 (2.961)                | 2,273.5 (89.508)            |
| 平均月間日照時間            | 181.6                       | 172.5                       | 189.5                       | 194.2                       | 193.0                       | 137.6                       | 169.1                       | 203.3                       | 147.0                       | 157.4                       | 163.2                       | 185.6                       | 2,094.2                     |
| 出典：気象庁                |                             |                             |                             |                             |                             |                             |                             |                             |                             |                             |                             |                             |                             |

## 歴史
- 現在の南伊勢町は、元は志摩国英虞郡の一部であったが、1582年（天正10年）に伊勢国の守護大名の北畠氏により伊勢国度会郡に編入された。
- 南北朝時代から戦国時代にかけて、伊勢愛洲氏が五ヶ所浦を拠点に活躍していたとされる。五ヶ所城跡が整備されているほか、資料館の愛洲の館も建てられているが、この説に否定的な見解もある。

### 町名の由来
かつての伊勢国南部にあり、また伊勢市の南隣に位置することから名付けられた。

### 沿革
- 2005年（平成17年）10月1日 - 度会郡南勢町・南島町が合併して南伊勢町が発足。

## 人口
| |                                          |  |
| 南伊勢町と全国の年齢別人口分布（2005年） | 南伊勢町の年齢・男女別人口分布（2005年） |  |
| ■紫色 ― 南伊勢町 ■緑色 ― 日本全国 | ■青色 ― 男性 ■赤色 ― 女性                |  |
| 南伊勢町（に相当する地域）の人口の推移 \| 1970年（昭和45年） \| 27,813人 \| \| \| 1975年（昭和50年） \| 26,103人 \| \| \| 1980年（昭和55年） \| 23,883人 \| \| \| 1985年（昭和60年） \| 22,439人 \| \| \| 1990年（平成2年） \| 20,933人 \| \| \| 1995年（平成7年） \| 19,673人 \| \| \| 2000年（平成12年） \| 18,235人 \| \| \| 2005年（平成17年） \| 16,687人 \| \| \| 2010年（平成22年） \| 14,791人 \| \| \| 2015年（平成27年） \| 12,788人 \| \| \| 2020年（令和2年） \| 10,989人 \| \| |                                          |  |
| 総務省統計局 国勢調査より |                                          |  |
| 1970年（昭和45年） | 27,813人                                 |  |
| 1975年（昭和50年） | 26,103人                                 |  |
| 1980年（昭和55年） | 23,883人                                 |  |
| 1985年（昭和60年） | 22,439人                                 |  |
| 1990年（平成2年） | 20,933人                                 |  |
| 1995年（平成7年） | 19,673人                                 |  |
| 2000年（平成12年） | 18,235人                                 |  |
| 2005年（平成17年） | 16,687人                                 |  |
| 2010年（平成22年） | 14,791人                                 |  |
| 2015年（平成27年） | 12,788人                                 |  |
| 2020年（令和2年） | 10,989人                                 |  |

## 行政

### 役場
- 町長：上村久仁
- 町議会：議員定数12名

※なお、衆議院議員選挙の選挙区は「三重県第4区」、三重県議会議員選挙の選挙区は「度会郡選挙区」（定数：2）となっている。
- 南勢庁舎：度会郡南伊勢町五ヶ所浦3057番地
  - 総務課・まちづくり推進課・税務住民課・防災安全課・環境生活課・観光商工課・子育て福祉課・高齢者支援課・会計課・議会事務局・町長室
- 南島庁舎：度会郡南伊勢町神前浦15番地
  - 水産農林課・建設課・上下水道課・教育委員会事務局・南島庁舎総合窓口

### 消防
消防については、合併前の枠組みを維持し、旧南勢町域は志摩市消防本部 南勢分署、旧南島町域は紀勢地区広域消防組合の管轄となっている。
- 志摩市消防本部南勢分署：度会郡南伊勢町船越360-2
- 紀勢地区広域消防組合奥伊勢消防署南島分署：度会郡南伊勢町村山22（平成26年度3月新分署竣工、庁舎移転）

### 警察
警察については、町内全域が伊勢警察署の管内にある。
- 南島幹部交番：度会郡南伊勢町村山17-15（新庁舎建設、高台移転）
- 宿田曽警察官駐在所：度会郡南伊勢町田曽浦3846
- 神原警察官駐在所：度会郡南伊勢町神津佐969-1
- 五ヶ所警察官駐在所：度会郡南伊勢町五ヶ所浦652-1
- 穂原警察官駐在所：度会郡南伊勢町伊勢路1098-3
- 南海警察官駐在所：度会郡南伊勢町礫浦160

### 地区
旧南勢町地区（東部）
- 宿田曽地区 - 田曽浦、宿浦
- 神原地区 - 木谷、下津浦、神津佐、泉
- 五ヶ所地区 - 飯満、五ヶ所浦、切原、船越、中津浜浦
- 穂原地区 - 内瀬、伊勢路、斎田、始神、押渕
- 南海地区 - 迫間浦、相賀浦、礫浦

旧南島町地区（西部）
- 中島地区 - 大方竈、阿曽浦、道行竈、大江、道方
- 鵜倉地区 - 慥柄浦、贄浦、東宮、奈屋浦
- 吉津地区 - 河内、村山、神前浦
- 島津地区 - 方座浦、小方竈、栃木竈、古和浦、棚橋竈、新桑竈

## 経済

### 産業
漁業が主要産業である。遠洋漁業の基地となる港を多数抱えるほか、五ヶ所湾でのアコヤガイ・ハマチ・アオサノリなどの養殖業も盛んである。三重外湾漁業協同組合が所管する。マグロ養殖も行われ、ブルーフィン三重の「伊勢まぐろ」、清洋水産の「灘まぐろ」、丸久水産の「三重まぐろ」と3つの養殖マグロブランドがある。
山間部ではみかんの栽培も行われており、地元では「五ヶ所みかん」の名で販売されている。日本におけるカラマンダリン栽培の発祥の地である。伊勢農業協同組合が所管する。

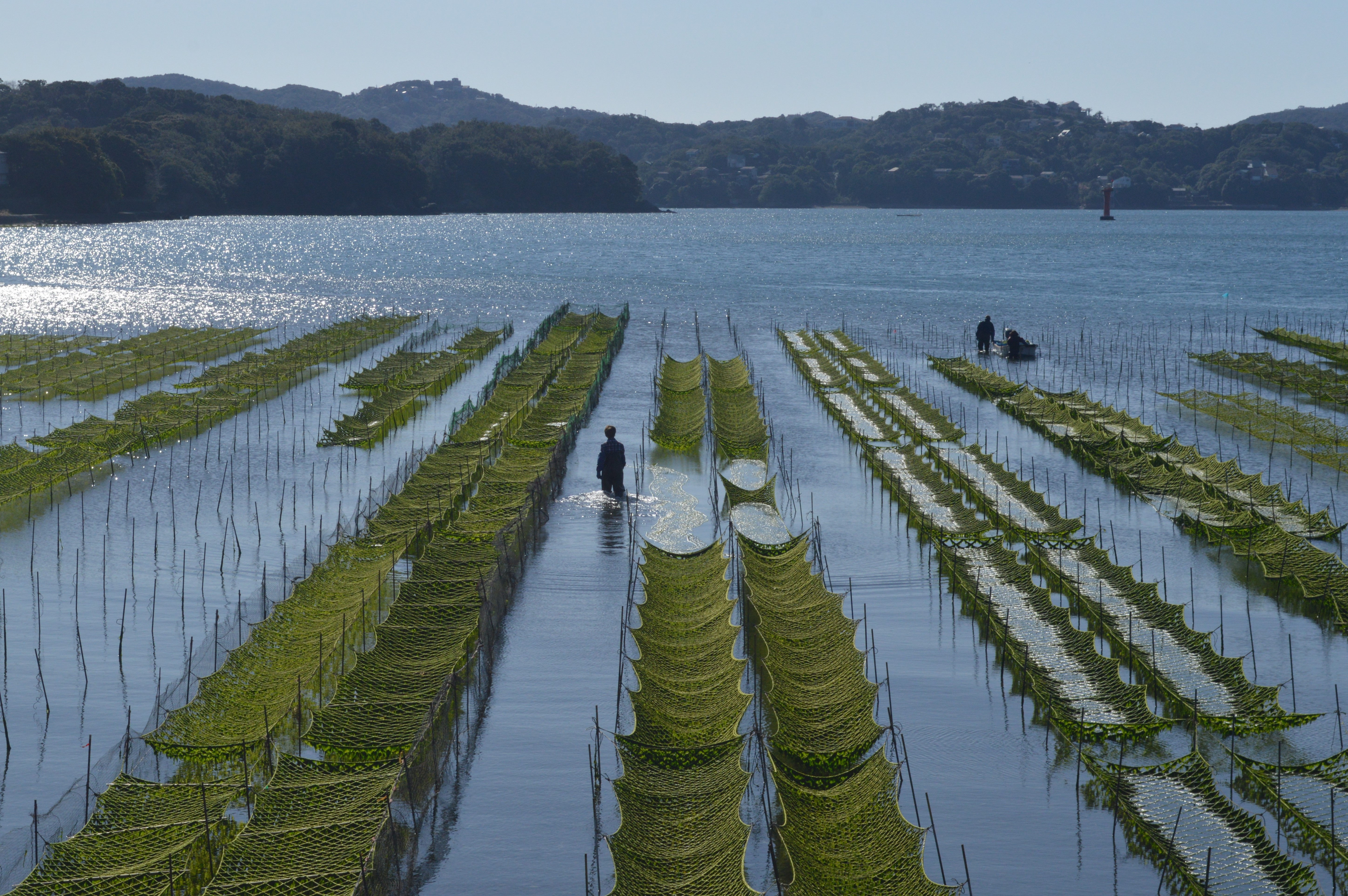
五ヶ所湾のアオサノリ養殖場
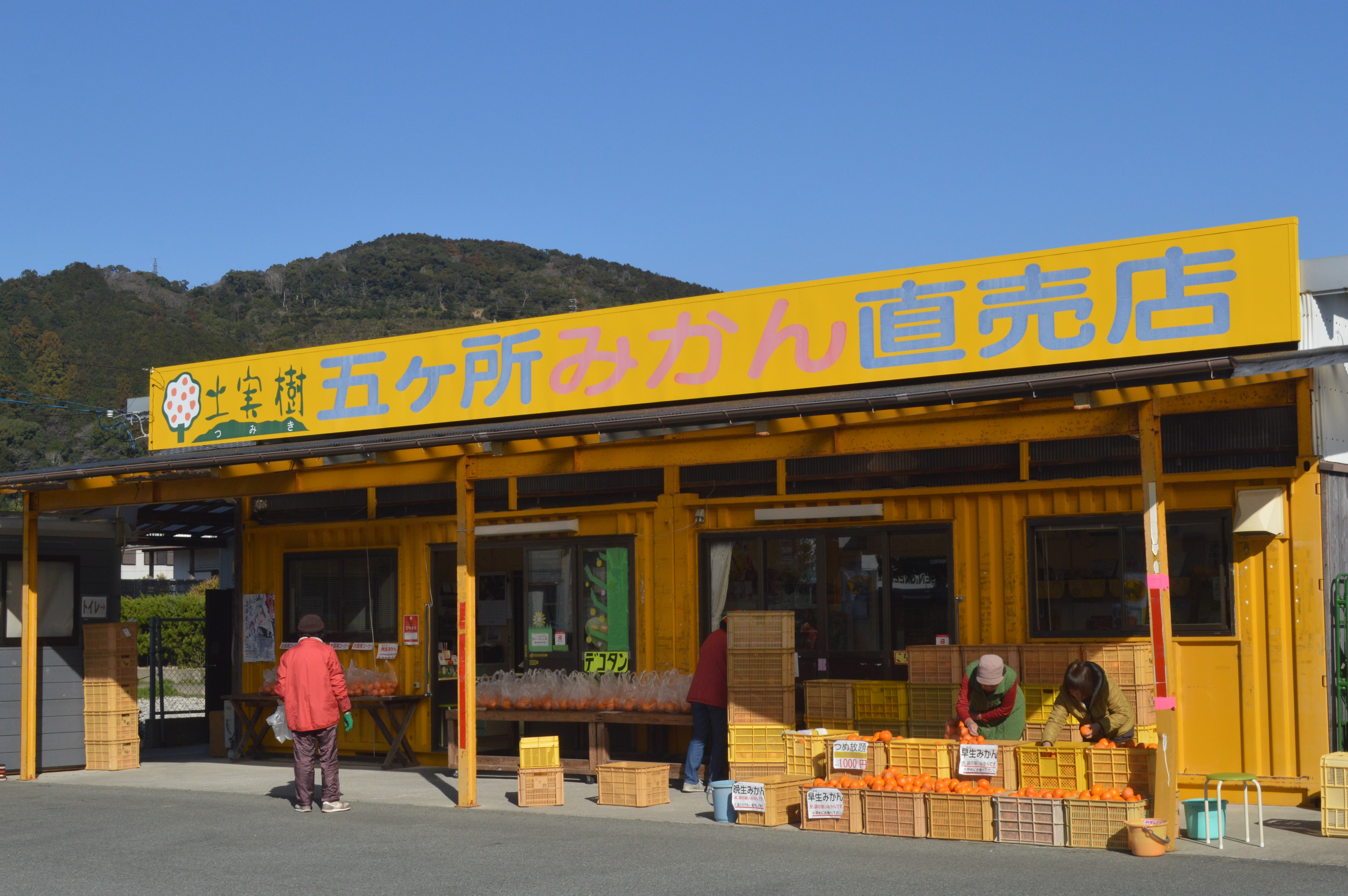
五ヶ所みかん直売店

## 教育

### 高等学校
- 三重県立南伊勢高等学校南勢校舎（旧三重県立南勢高等学校）

### 中学校
- 南伊勢町立南島中学校
- 南伊勢町立南勢中学校

### 小学校
- 南伊勢町立南勢小学校
- 南伊勢町立南島東小学校
- 南伊勢町立南島西小学校

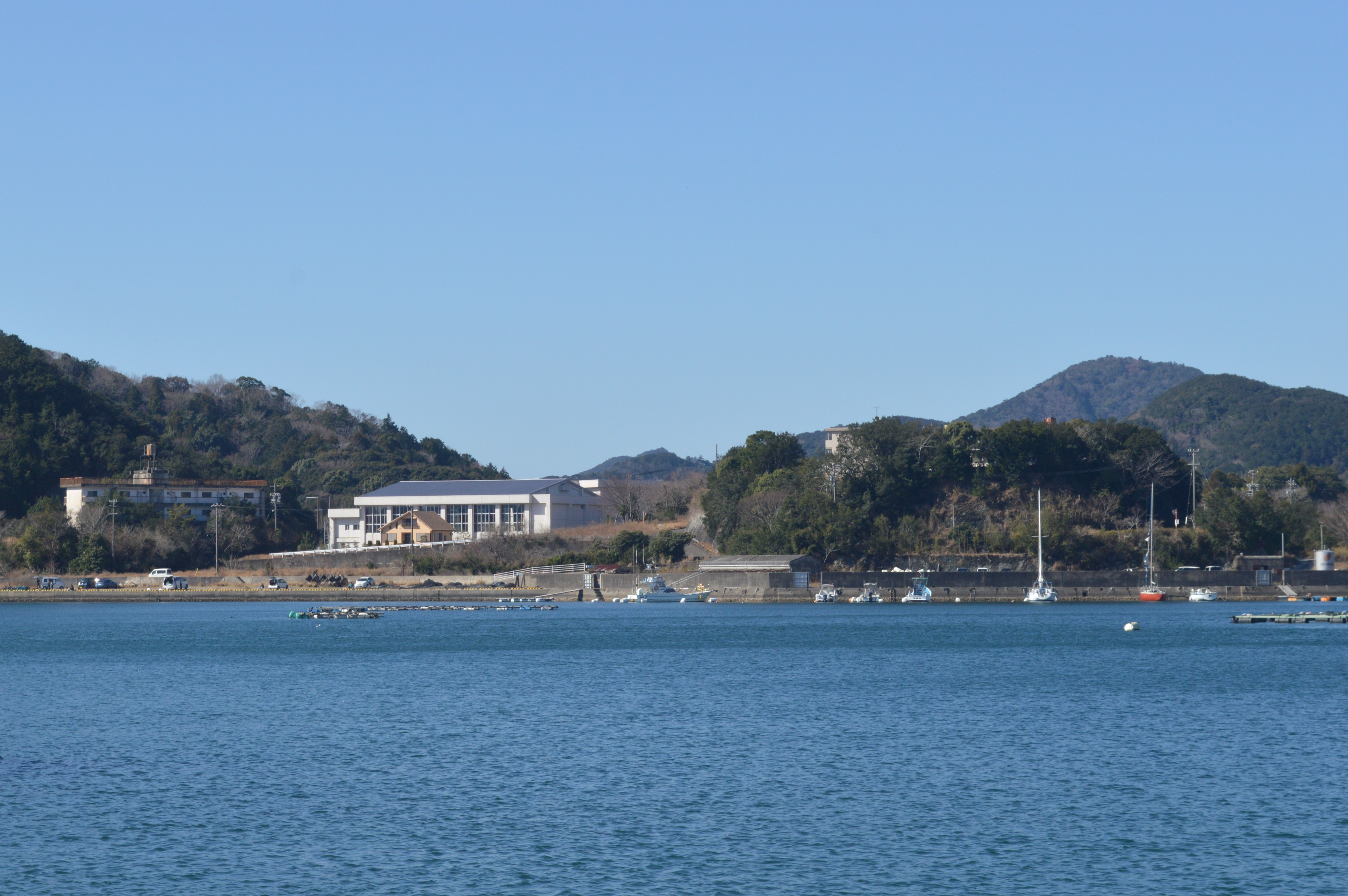
三重県立南伊勢高等学校南勢校舎
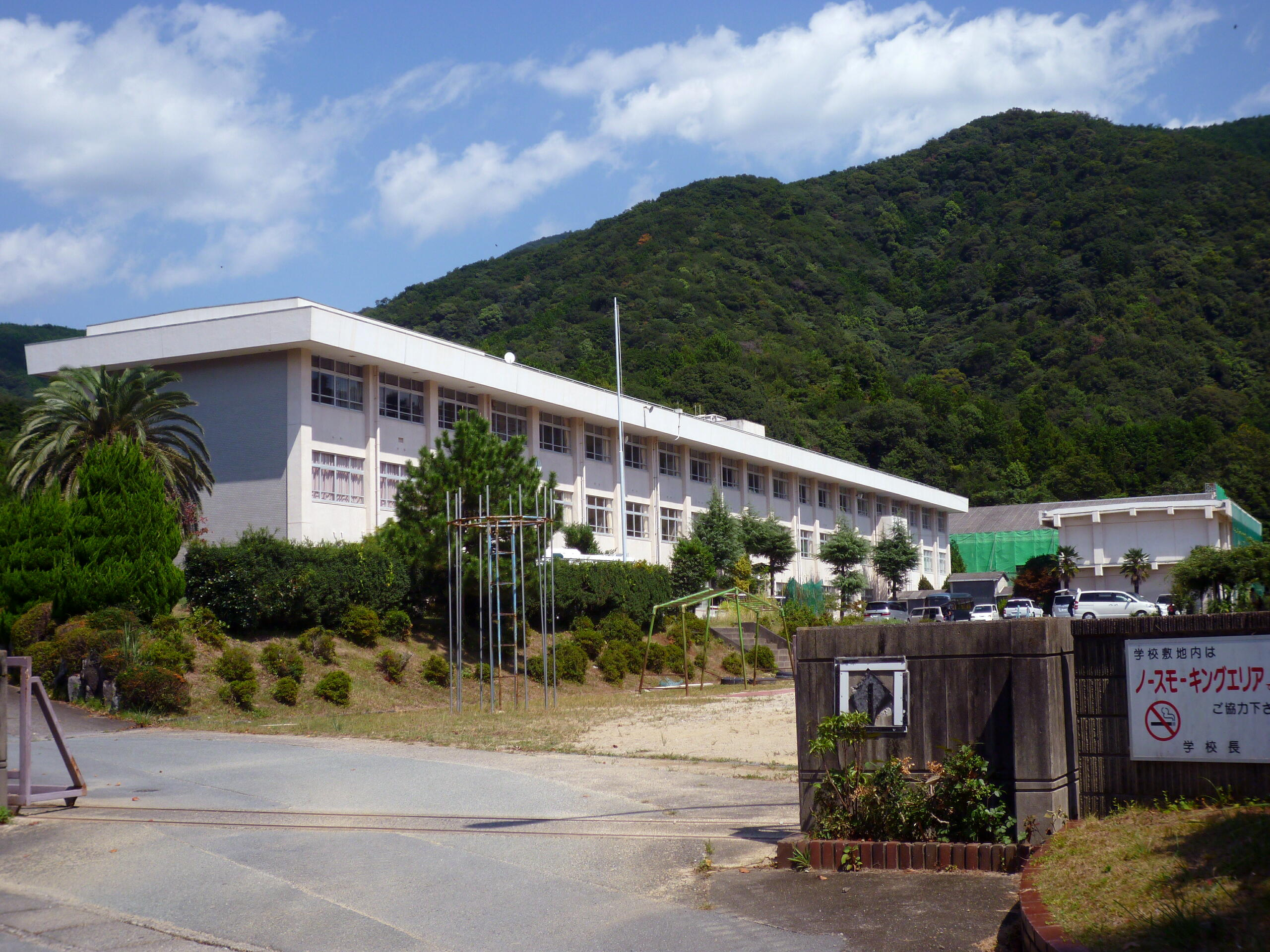
南伊勢町立南島中学校
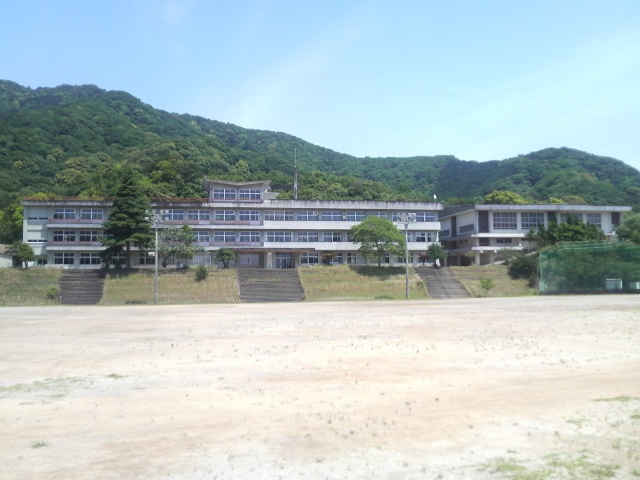
南伊勢町立南島中学校の旧校舎
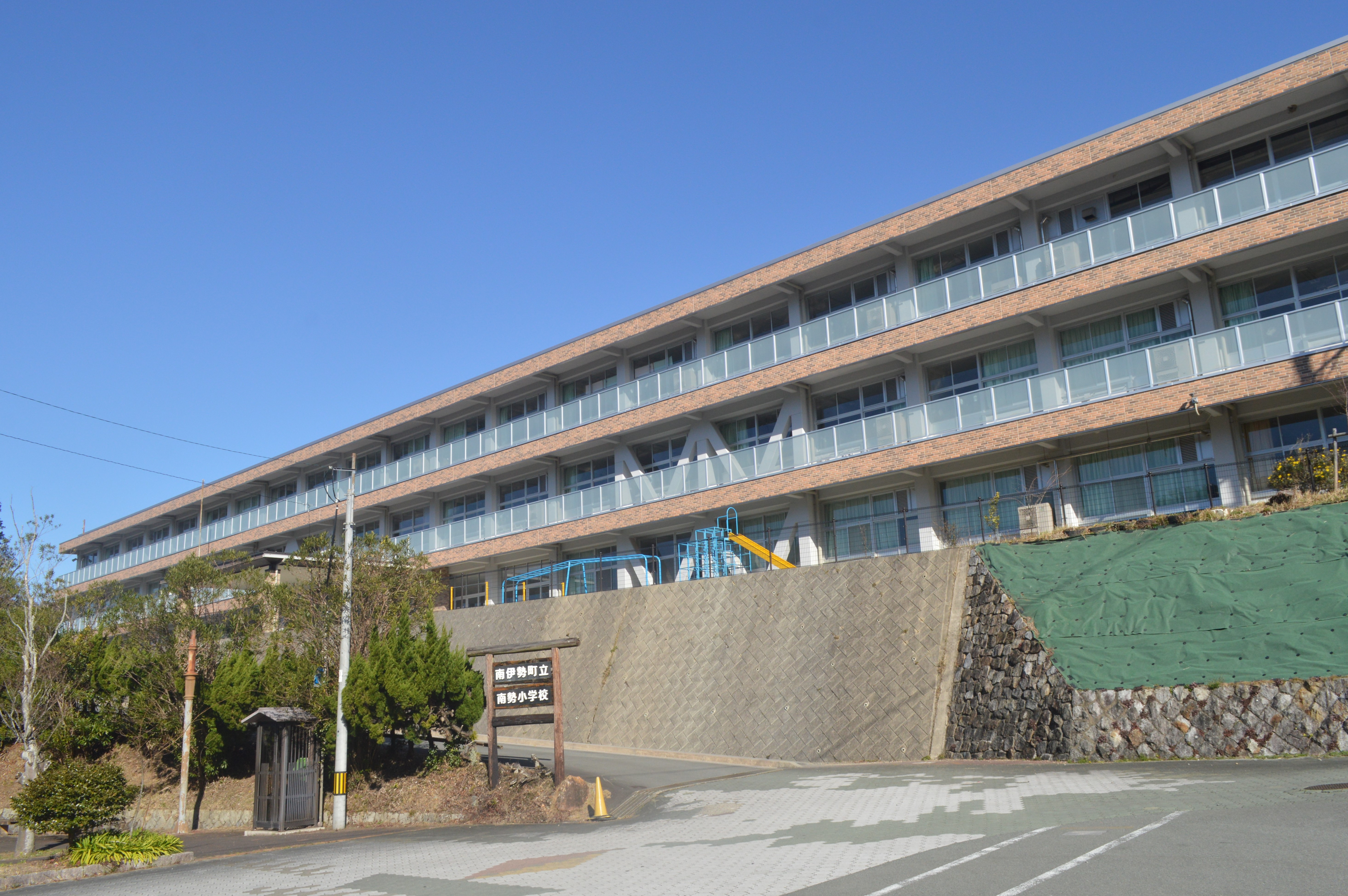
南伊勢町立南勢小学校

## 施設

### 医療

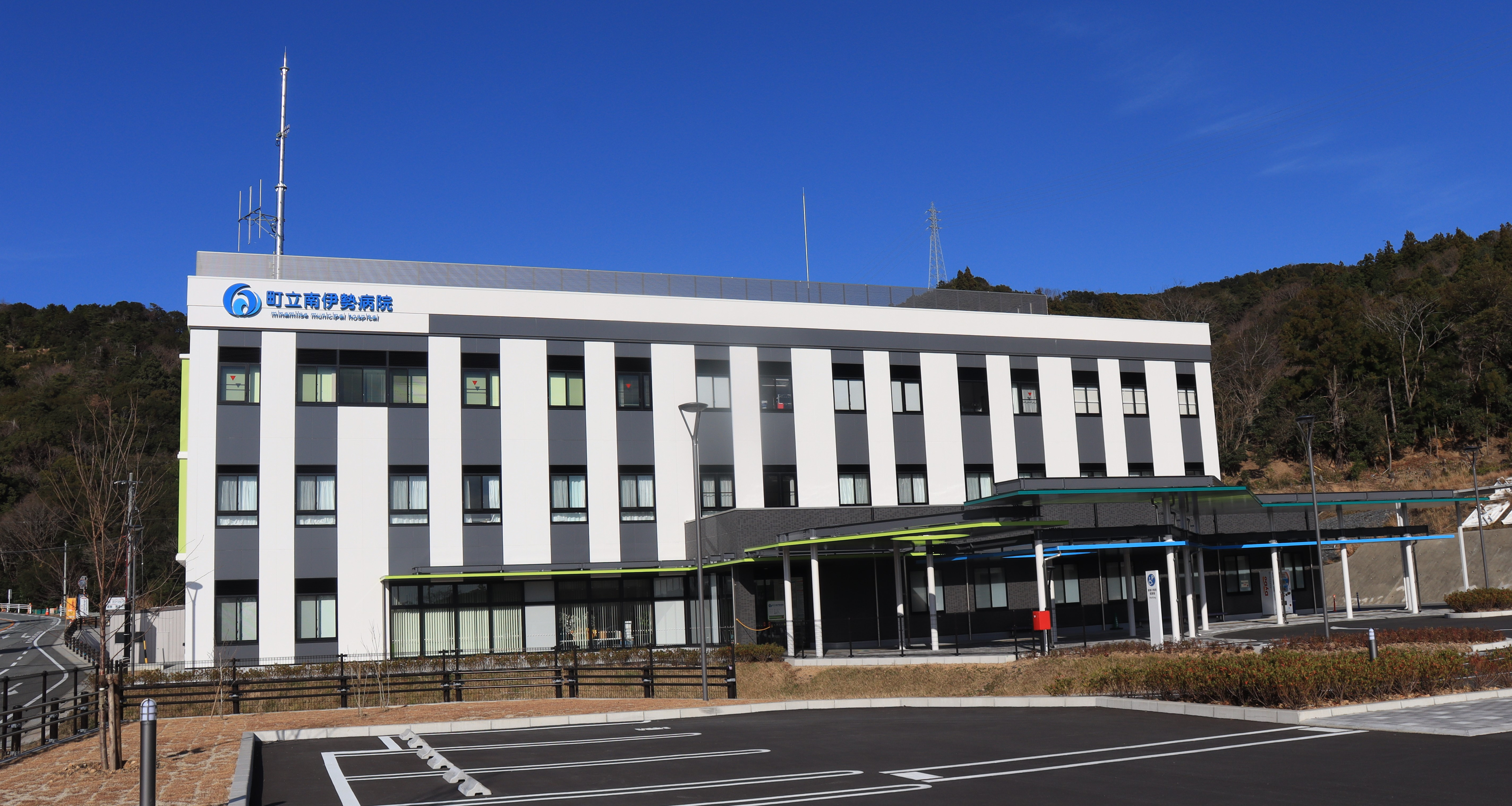
町立南伊勢病院
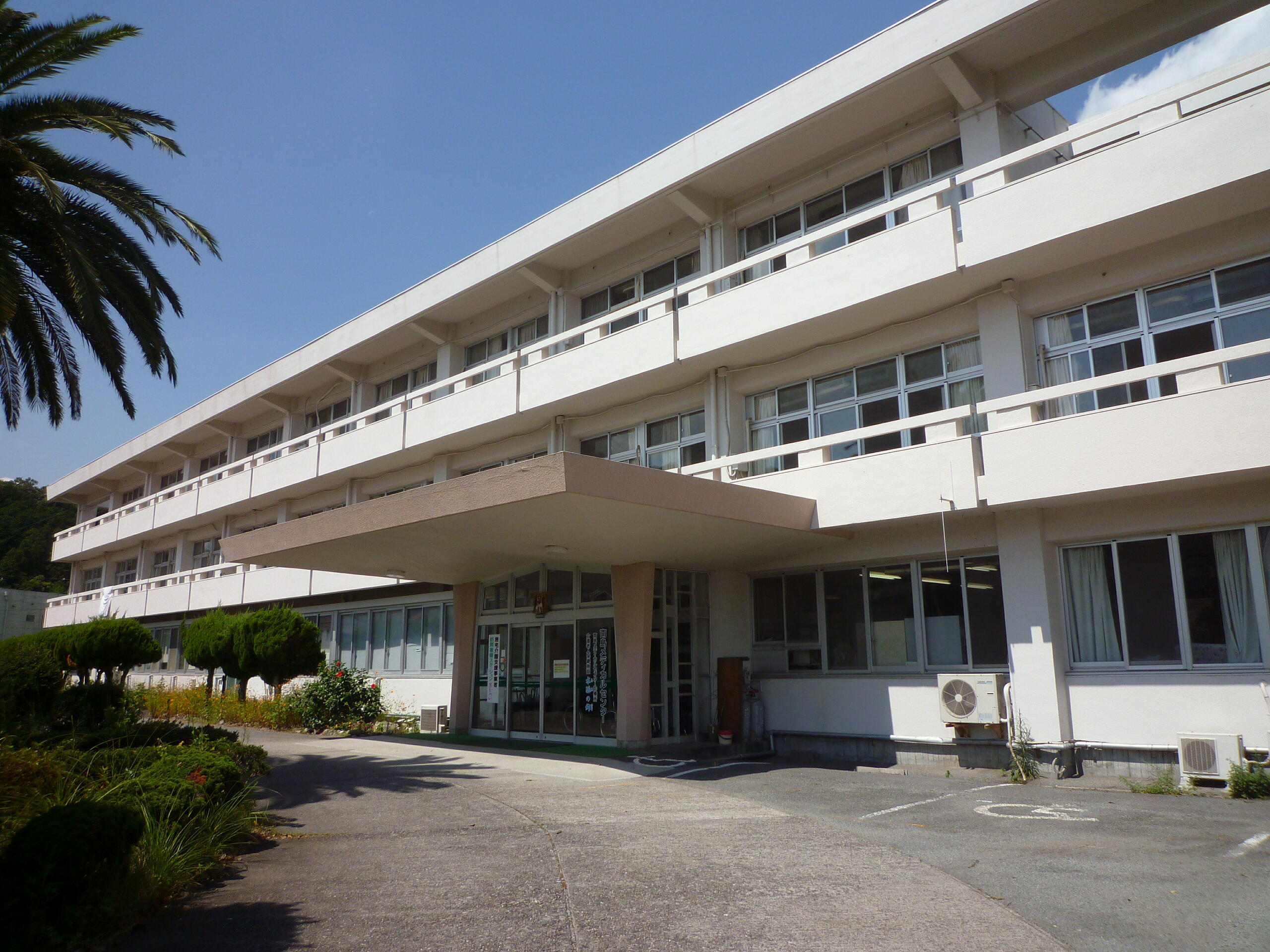
南島メディカルセンター（新築移転前）

### 日本郵政グループ
（2012年12月現在）
- 日本郵便株式会社

- 慥柄（たしから）郵便局（慥柄浦）
- 五ケ所郵便局（五ケ所浦）★
- 南島郵便局（神前浦（かみさきうら））★
- 島津郵便局（古和浦（こわうら））
- 宿田曽（しゅくたそ）郵便局（田曽浦）
- 迫間（はさま）郵便局（迫間浦）
- 南海郵便局（相賀浦（おうかうら））
- 穂原郵便局（伊勢路）

- 中島（なかしま）郵便局（阿曽浦）
- 神原（かんぱら）簡易郵便局（神津佐（こんさ））
- 方座浦（ほうざうら）簡易郵便局（方座浦）
- 礫浦（さざらうら）簡易郵便局（礫浦）
- 南島河内（なんとうこうち）簡易郵便局（河内）
- 東宮（とうぐう）簡易郵便局（東宮）
- 切原簡易郵便局（切原）

簡易郵便局を除く各郵便局にゆうちょ銀行のATMが設置されており、★印の郵便局ではホリデーサービスを実施。

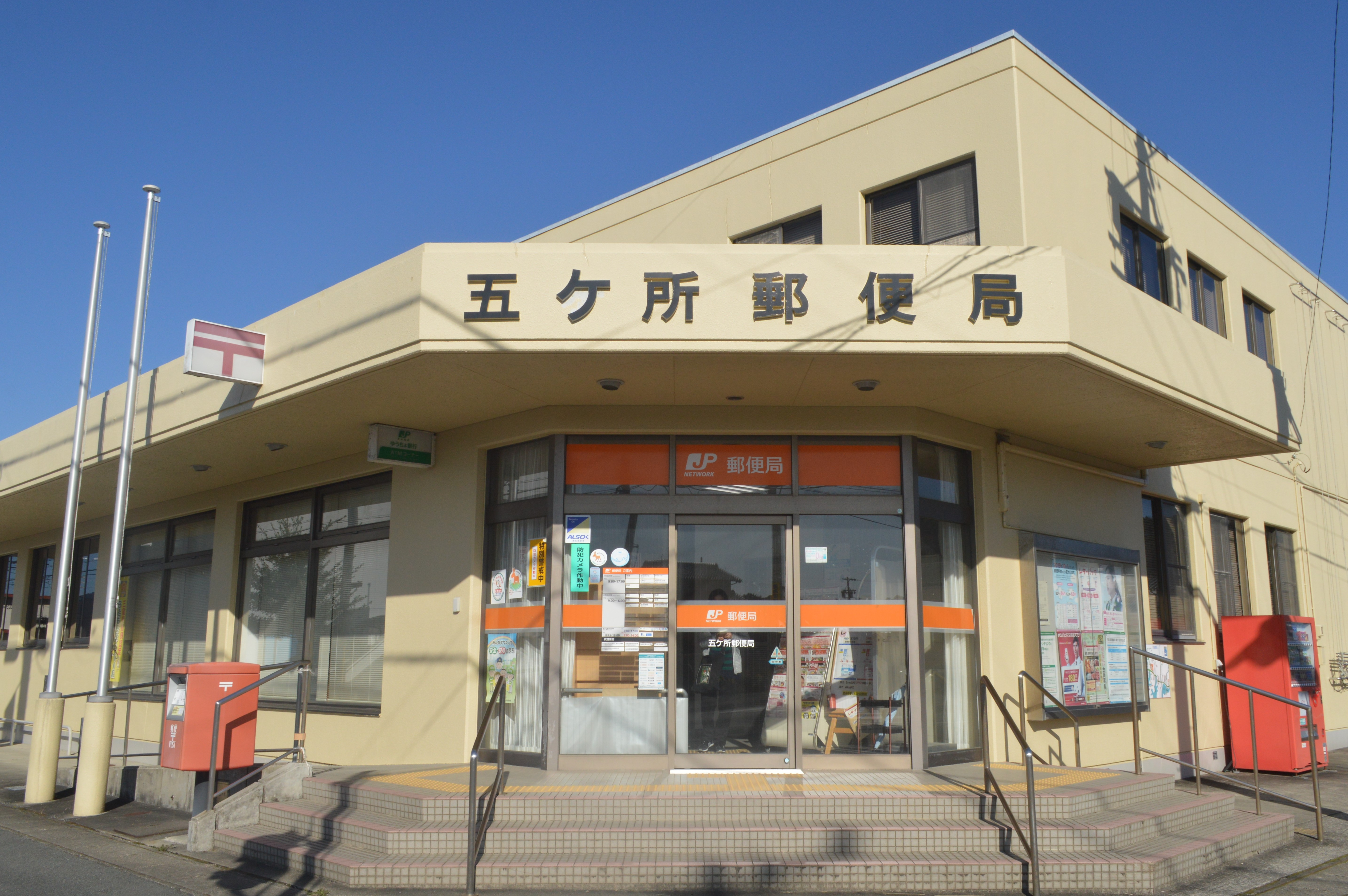
五ヶ所郵便局
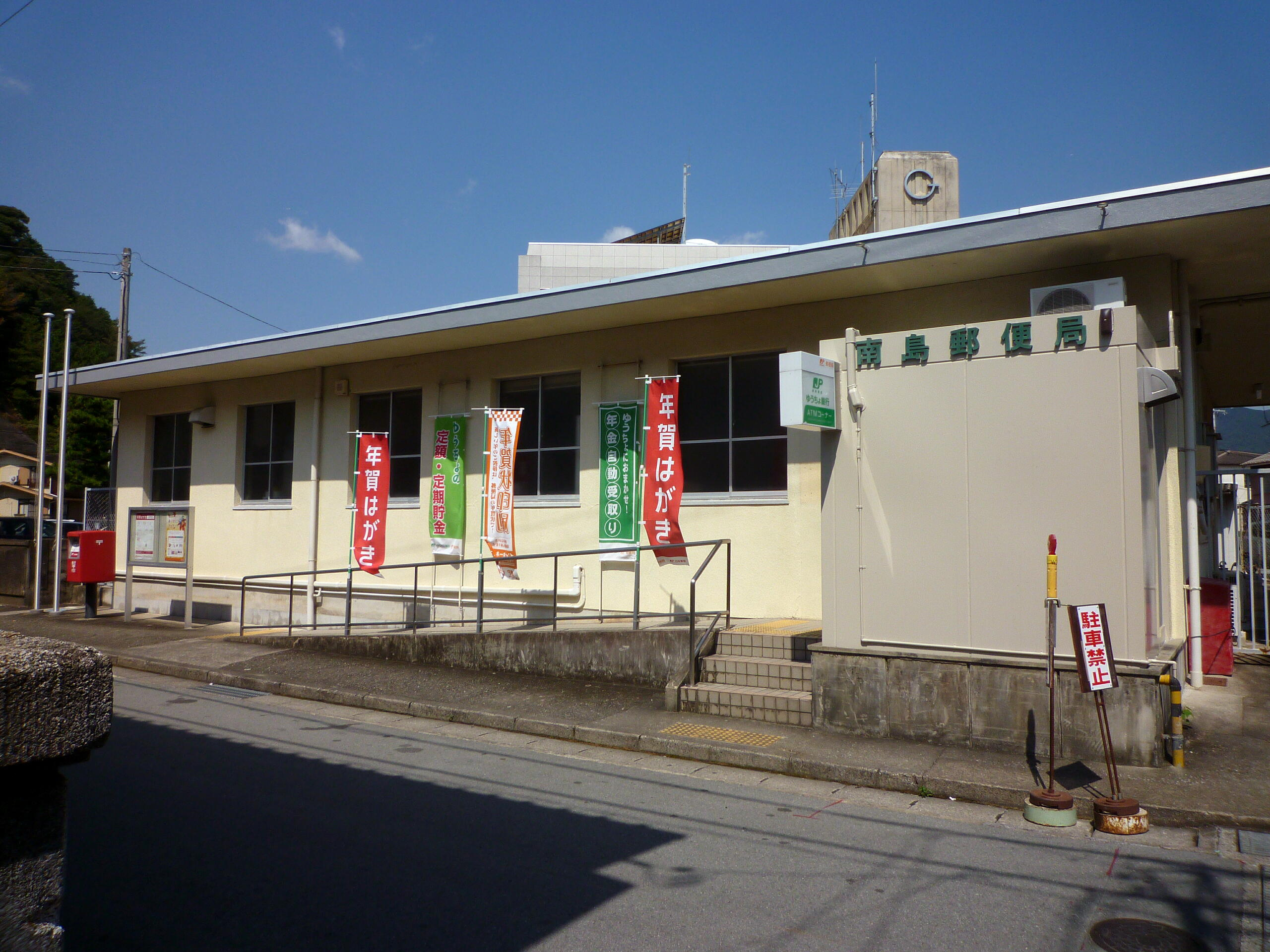
南島郵便局

※南伊勢町内の郵便番号は以下の通り。
- 「516-01xx」「516-02xx」＝旧南勢町域。五ケ所局の集配担当。
- 「516-13xx」「516-14xx」「516-15xx」＝旧南島町域。慥柄局の集配担当。

## 交通

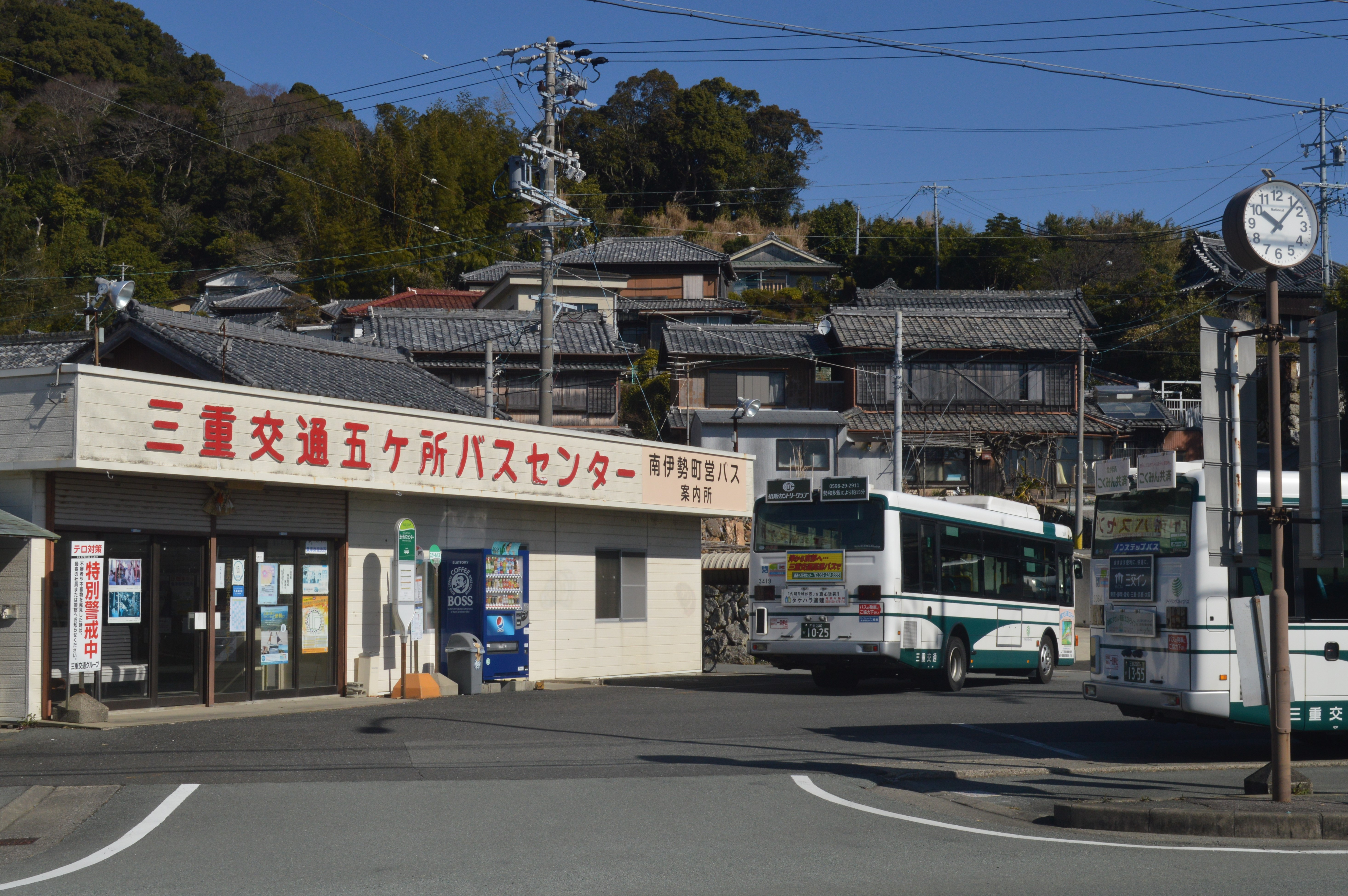
三重交通五ヶ所バスセンター

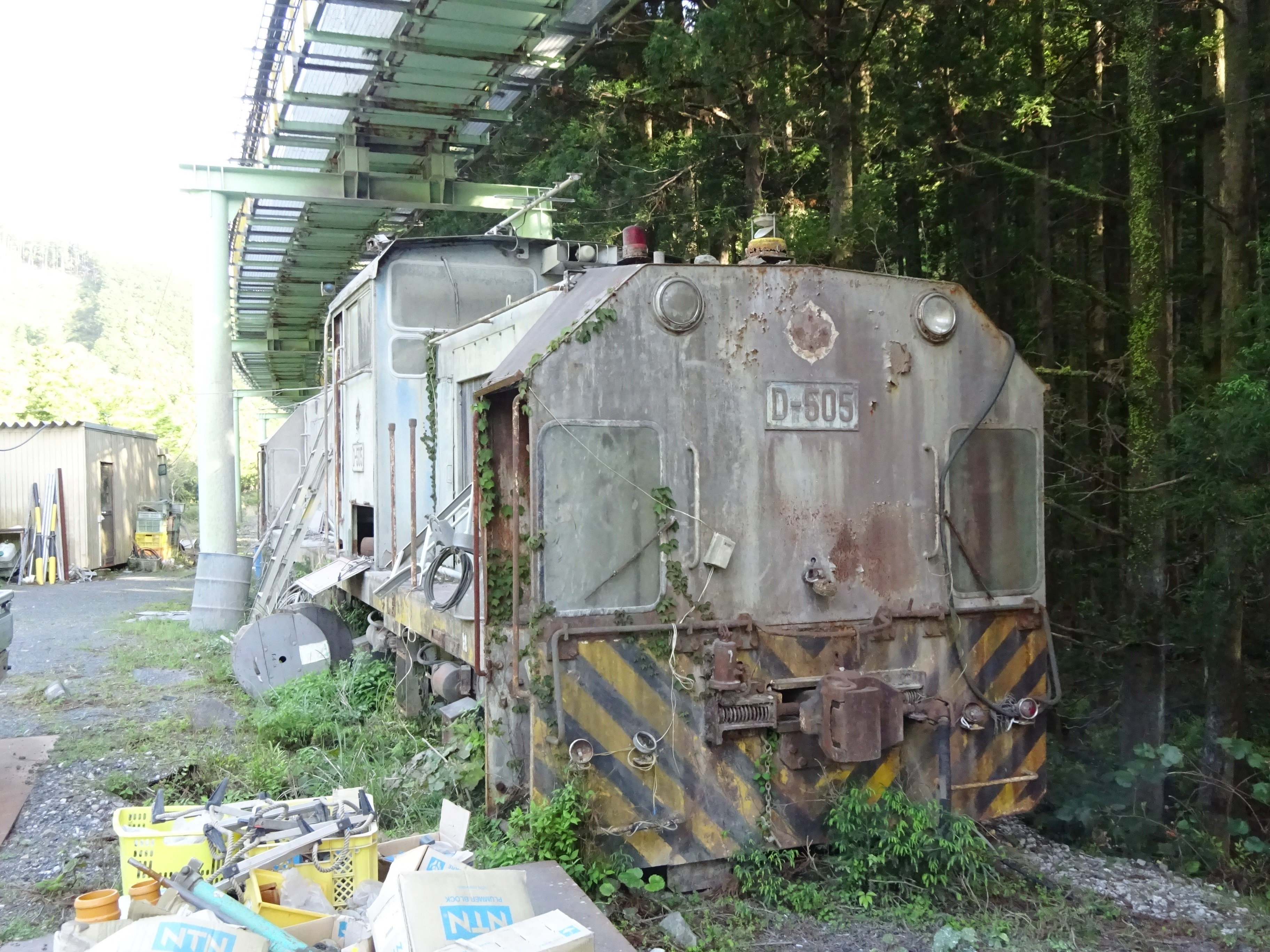
国見山石灰鉱業専用線で使用されていたディーゼル機関車。新日鐵広畑から移籍

### 鉄道
旅客営業を行っている鉄道路線はない。鉄道を利用する場合の最寄り駅は、地区によってJR東海参宮線および近鉄山田線の伊勢市駅、あるいは近鉄志摩線志摩磯部駅、JR伊勢柏崎駅。

#### 廃止路線
旧南島町では1934年に大阪セメントによって石灰石運搬の専用線が敷設され、1979年に国見山三重鉱山に払い下げられて2000年まで稼働していたが、翌2001年からベルトコンベア化が実施されて廃線となった。

#### バス
- 三重交通
  - 五ヶ所－磯部バスセンター（9往復。一部の便は、五カ所から先は南伊勢町営バスとして相賀浦または迫間浦まで運行される）
  - 五ヶ所－伊勢市駅前－宇治山田駅前（7往復）
  - 宿浦－磯部バスセンター－伊勢市駅前－伊勢赤十字病院(伊勢市方面行きは9便、磯部バスセンター行きは4便。伊勢市方面発は10便、磯部バスセンター発は3便。平日は一部の便が伊勢赤十字病院着発となる)
  - 道方－伊勢市駅（9往復）うち1便は急行運転
- 南伊勢町営バス

### 航路
かつては定期船が五ヶ所湾内各地を結んでいたが、2000年（平成12年）3月31日に廃止され、翌日の2000年（平成12年）4月1日から町営バスが運行を開始した。

### 道路
一般国道
- 国道260号

三重県道
- 三重県道12号伊勢南勢線
- 三重県道16号南勢磯部線
- 三重県道22号伊勢南島線
- 三重県道33号南島紀勢線

- 三重県道46号南島大宮大台線
- 三重県道169号玉城南勢線（サニーロード）
- 三重県道573号阿曽浦港線
- 三重県道719号伊勢路伊勢線

- 三重県道720号横輪南勢線
- 三重県道721号度会南勢線
- 三重県道722号礫浦押淵線
- 三重県道769号中津浜浦五ヶ所浦線

## 娯楽
- 五ヶ所劇場 - 映画館（旧南勢町五ヶ所）
- 南勢劇場 - 映画館（旧南勢町五ヶ所）
- 佐八屋劇場 - 映画館（旧南勢町宿浦）
- 善屋座 - 映画館（旧南勢町田曽浦）

※現在はいずれもなし

## 名所・旧跡・観光スポット・祭事・催事
- 五ヶ所城跡 - 愛洲氏の居城とされる
- 愛洲の館 - 資料館
- 東宮資料保存館
- 倭姫命腰掛岩
- 南海展望台

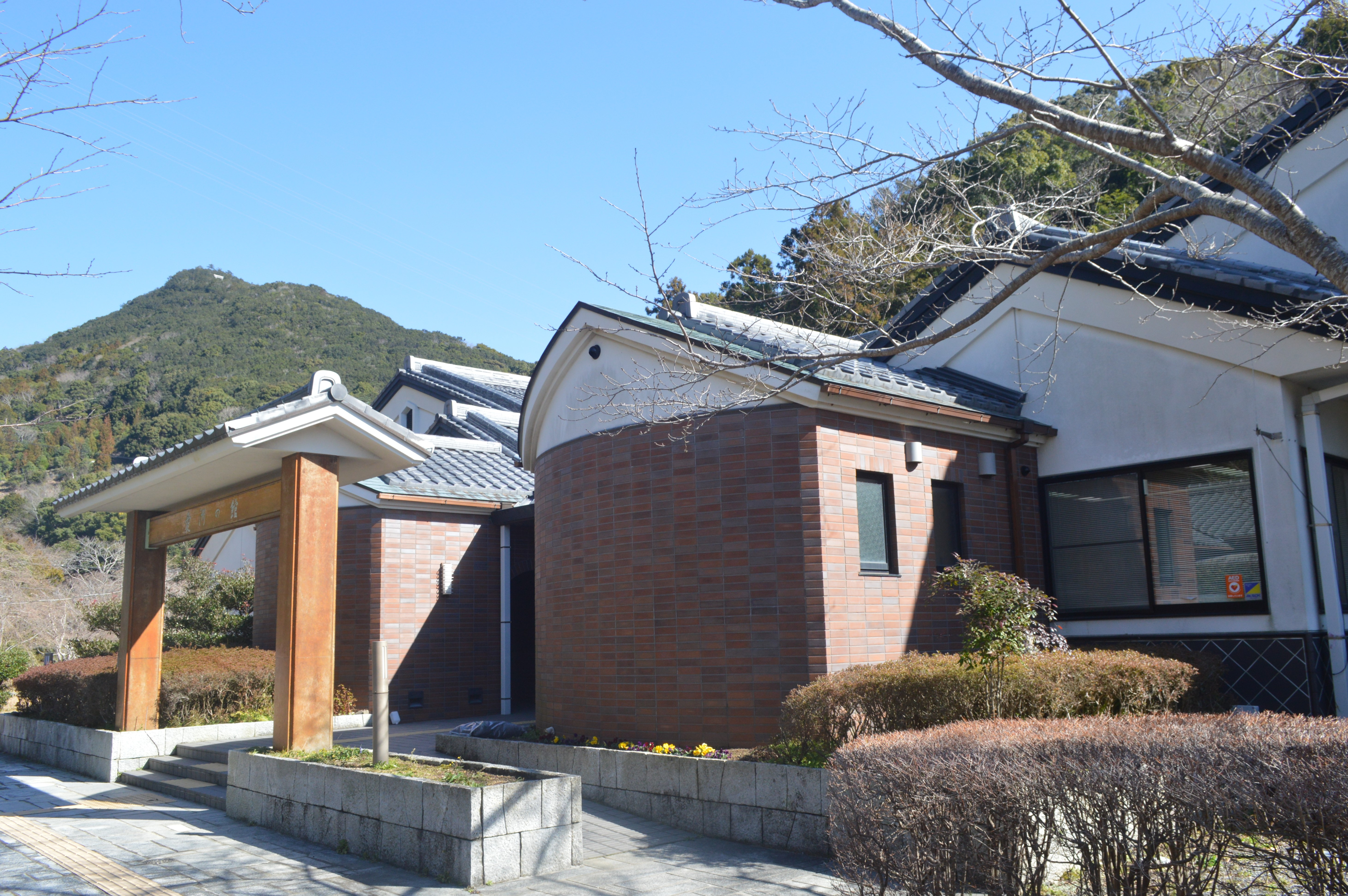
愛洲の館

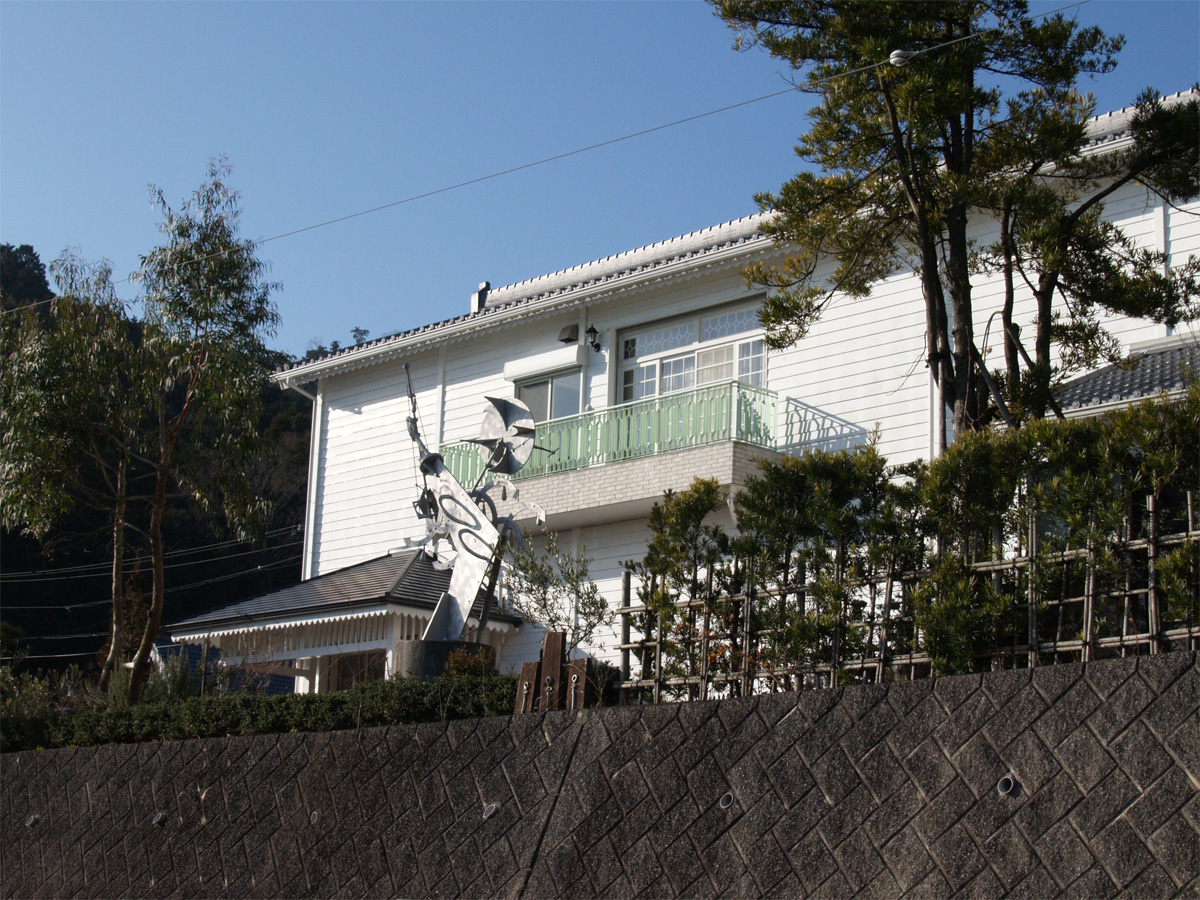
伊勢現代美術館

- 鵜倉園地 - あけぼの展望台・かさらぎ展望台・たちばな展望台・見江島展望台（ハートの入り江、恋人の聖地）[7][8]
- 伊勢現代美術館
- 京路山
- わくドキ南伊勢（南伊勢町町民文化会館・五ヶ所浦とふれあいセンターなんとう・村山で一年おきに交互に開催）
- みなみいせまつり
- 浅間祭・天王祭（各地区）、祇園祭（古和浦）、竈方祭
- 伊勢志摩・里海トライアスロン大会

## 出身人物
- 泉聡（オレンジ） - お笑い芸人[9]。
- 磯野貴理子 - タレント。
- 河村瑞賢 - 江戸時代の実業家。東宮地区出身
- 脇四計夫 - 政治家。富山県朝日町長。
- ぷってぃ - お笑い芸人（P&M）。
- 小山巧- 政治家。

## 備考
- 大紀町とまたがる地域に芦浜原子力発電所の建設計画があったが、住民の反対運動もあり計画は撤回された。旧南島町の方座浦しおさい公園、役場南島庁舎、贄浦漁港には計画撤回の記念碑が建っている。
- 南勢地域（阿児MA、市外局番：0599）と南島地域（伊勢MA、市外局番：0596）で単位料金区域（MA）が異なるため、両地域間の通話は市外通話扱いとなる。